# 莱奥什·弗里德尔
莱奥什·弗里德尔（捷克語：Leoš Friedl，1977年1月1日—），捷克男子网球运动员，1997年成为职业球手。他曾获得温布尔登网球锦标赛混合双打冠军。他于2011年退役，退役后成为教练。